# 巴西尔 (路易斯安那州)
巴西尔（英語：Basile）是美国路易斯安那州下属的一座城市。根据2010年美国人口普查，该市有人口1,821人。建置上，属于“town”。